# Jarchinio Antonia
Jarchino Angelo Roberto (Jarchinio) Antonia (Amsterdam, 27 december 1990) is een Nederlands-Curaçaos voetballer die doorgaans als rechtsbuiten speelt.

## Clubcarrière
Antonia maakte zijn Eredivisiedebuut op 12 september 2010 in de thuiswedstrijd tegen De Graafschap. Voor zijn periode bij ADO Den Haag speelde hij in de jeugd van Ajax en AVV Zeeburgia.
In januari 2011 werd hij uitgeleend aan Go Ahead Eagles, waar hij het seizoen afmaakte. Op 1 april 2011 tekende hij een contract voor twee seizoenen met een optie voor nog een jaar bij Go Ahead Eagles.
In de zomer van 2014 maakt hij de overstap naar FC Groningen. Hij tekende een contract tot medio 2017. Met FC Groningen won hij in 2014/15 de KNVB beker. In de finale verzorgde hij de twee assists voor de 2–0 overwinning van FC Groningen. Op 25 februari 2016 maakte FC Groningen bekend dat Antonia voor onbepaalde tijd disciplinair geschorst was. Volgens de clubleiding had de aanvaller "zich niet gehouden aan de omgangsvormen en gedragsregels die de club aan medewerkers stelt". Op 31 augustus 2016 liet hij zijn contract bij FC Groningen ontbinden en op 6 september keerde hij terug bij Go Ahead Eagles. Met die club degradeerde hij in mei 2017 naar de Eerste divisie. In juli 2017 tekende Antonia een tweejarig contract bij het Cypriotische Omonia Nicosia. In januari 2019 ging hij naar AEL Limassol, eveneens op Cyprus. Op 2 september 2019 tekende Antonia transfervrij een contract voor twee jaar bij SC Cambuur. Hiermee promoveerde hij in het seizoen 2020/21 naar de Eredivisie en werd dat seizoen ook kampioen van de Eerste divisie. In augustus 2021 tekende Antonia een tweejarig contract bij NAC Breda, nadat hij transfervrij overkwam van SC Cambuur. In 2023 ging hij naar SV TEC in de Derde divisie.

## Clubstatistieken
| Seizoen         | Club              | Competitie      | Competitie | Competitie | Beker | Beker | Internationaal | Internationaal | Overig | Overig | Totaal | Totaal |
| Seizoen         | Club              | Competitie      | Wed.       | Dlp.       | Wed.  | Dlp.  | Wed.           | Dlp.           | Wed.   | Dlp.   | Wed.   | Dlp.   |
| --------------- | ----------------- | --------------- | ---------- | ---------- | ----- | ----- | -------------- | -------------- | ------ | ------ | ------ | ------ |
| 2010/11         | ADO Den Haag      | Eredivisie      | 3          | 0          | 0     | 0     | 0              | 0              | 0      | 0      | 3      | 0      |
| Club totaal     | Club totaal       | Club totaal     | 3          | 0          | 0     | 0     | 0              | 0              | 0      | 0      | 3      | 0      |
| 2010/11         | → Go Ahead Eagles | Jupiler League  | 15         | 3          | 0     | 0     | 0              | 0              | 0      | 0      | 15     | 3      |
| 2011/12         | Go Ahead Eagles   | Jupiler League  | 33         | 9          | 3     | 0     | 0              | 0              | 2      | 0      | 38     | 9      |
| 2012/13         | Go Ahead Eagles   | Jupiler League  | 30         | 4          | 2     | 0     | 0              | 0              | 6      | 2      | 38     | 6      |
| 2013/14         | Go Ahead Eagles   | Eredivisie      | 33         | 9          | 2     | 0     | 0              | 0              | 0      | 0      | 35     | 9      |
| Club totaal     | Club totaal       | Club totaal     | 111        | 25         | 7     | 0     | 0              | 0              | 8      | 2      | 126    | 27     |
| 2014/15         | FC Groningen      | Eredivisie      | 27         | 2          | 5     | 1     | 1              | 0              | 0      | 0      | 33     | 3      |
| 2015/16         | FC Groningen      | Eredivisie      | 17         | 0          | 2     | 0     | 5              | 0              | 1      | 0      | 25     | 0      |
| 2016/17         | FC Groningen      | Eredivisie      | 3          | 0          | 0     | 0     | 0              | 0              | 0      | 0      | 3      | 0      |
| Club totaal     | Club totaal       | Club totaal     | 47         | 2          | 7     | 1     | 6              | 0              | 1      | 0      | 61     | 3      |
| 2016/17         | Go Ahead Eagles   | Eredivisie      | 29         | 5          | 0     | 0     | 0              | 0              | 0      | 0      | 29     | 5      |
| Club totaal     | Club totaal       | Club totaal     | 29         | 5          | 0     | 0     | 0              | 0              | 0      | 0      | 29     | 5      |
| 2017/18         | Omonia Nicosia    | A Divizion      | 33         | 1          | 0     | 0     | 0              | 0              | 0      | 0      | 33     | 1      |
| 2018/19         | Omonia Nicosia    | A Divizion      | 7          | 0          | 0     | 0     | 0              | 0              | 0      | 0      | 7      | 0      |
| Club totaal     | Club totaal       | Club totaal     | 40         | 1          | 0     | 0     | 0              | 0              | 0      | 0      | 40     | 1      |
| 2018/19         | AEL Limasol       | A Divizion      | 13         | 1          | 0     | 0     | 0              | 0              | 0      | 0      | 13     | 1      |
| Club totaal     | Club totaal       | Club totaal     | 13         | 1          | 0     | 0     | 0              | 0              | 0      | 0      | 13     | 1      |
| 2019/20         | SC Cambuur        | Eerste Divisie  | 17         | 1          | 2     | 0     | 0              | 0              | 0      | 0      | 13     | 1      |
| 2020/21         | SC Cambuur        | Eerste Divisie  | 32         | 7          | 2     | 0     | 0              | 0              | 0      | 0      | 34     | 7      |
| Club totaal     | Club totaal       | Club totaal     | 49         | 8          | 4     | 0     | 0              | 0              | 2      | 0      | 47     | 8      |
| Carrière totaal | Carrière totaal   | Carrière totaal | 300        | 42         | 20    | 1     | 6              | 0              | 11     | 2      | 337    | 45     |

Bijgewerkt tot en met het seizoen 2018/19.

## Interlandcarrière
Antonia maakte in 2016 zijn debuut in het Curaçaos voetbalelftal. Met Curaçao won hij op 25 juni 2017 de finale van de Caribbean Cup 2017 door Jamaica met 2–1 te verslaan.
| Interlands van Jarchinio Antonia voor Curaçao | Interlands van Jarchinio Antonia voor Curaçao | Interlands van Jarchinio Antonia voor Curaçao | Interlands van Jarchinio Antonia voor Curaçao | Interlands van Jarchinio Antonia voor Curaçao | Interlands van Jarchinio Antonia voor Curaçao |                             |
| No.                                           | Datum                                         | Wedstrijd                                     | Uitslag                                       | Competitie                                    | Goals                                         |                             |
| Als speler bij FC Groningen                   | Als speler bij FC Groningen                   | Als speler bij FC Groningen                   | Als speler bij FC Groningen                   | Als speler bij FC Groningen                   | Als speler bij FC Groningen                   | Als speler bij FC Groningen |
| --------------------------------------------- | --------------------------------------------- | --------------------------------------------- | --------------------------------------------- | --------------------------------------------- | --------------------------------------------- | --------------------------- |
| 1.                                            | 23 maart 2016                                 | Barbados – Curaçao                            | 1 – 0                                         | Kwalificatie Caribbean Cup 2017               |                                               |                             |
| 2.                                            | 27 maart 2016                                 | Curaçao – Dominicaanse Republiek              | 2 – 1                                         | Kwalificatie Caribbean Cup 2017               |                                               |                             |
| 3.                                            | 1 juni 2016                                   | Frans-Guyana – Curaçao                        | 2 – 5                                         | Kwalificatie Caribbean Cup 2017               |                                               |                             |
| 4.                                            | 7 juni 2016                                   | Curaçao – Amerikaanse Maagdeneilanden         | 7 – 0                                         | Kwalificatie Caribbean Cup 2017               |                                               |                             |
| Als speler bij Go Ahead Eagles                |                                               |                                               |                                               |                                               |                                               |                             |
| 5.                                            | 5 oktober 2016                                | Curaçao – Antigua en Barbuda                  | 3 – 0                                         | Kwalificatie Caribbean Cup 2017               |                                               |                             |
| 6.                                            | 11 oktober 2016                               | Puerto Rico – Curaçao                         | 2 – 4                                         | Kwalificatie Caribbean Cup 2017               |                                               |                             |
| (7.)*                                         | 23 maart 2017                                 | Curaçao – El Salvador                         | 1 – 1                                         | Vriendschappelijk                             |                                               |                             |
| 7.                                            | 13 juni 2017                                  | Canada – Curaçao                              | 2 – 1                                         | Vriendschappelijk                             |                                               |                             |
| 8.                                            | 17 juni 2017                                  | Curaçao – Nicaragua                           | 0 – 0                                         | Vriendschappelijk                             |                                               |                             |
| 9.                                            | 22 juni 2017                                  | Curaçao – Martinique                          | 2 – 1                                         | Caribbean Cup 2017                            |                                               |                             |
| 10.                                           | 25 juni 2017                                  | Jamaica – Curaçao                             | 1 – 2                                         | Caribbean Cup 2017                            |                                               |                             |
| 11.                                           | 9 juli 2017                                   | Curaçao – Jamaica                             | 1 – 2                                         | Gold Cup 2017                                 |                                               |                             |
| 12.                                           | 13 juli 2017                                  | El Salvador – Curaçao                         | 2 – 0                                         | Gold Cup 2017                                 |                                               |                             |
| 13.                                           | 16 juli 2017                                  | Curaçao – Mexico                              | 0 – 2                                         | Gold Cup 2017                                 |                                               |                             |
| Als speler bij Omonia Nicosia                 |                                               |                                               |                                               |                                               |                                               |                             |
| 14.                                           | 10 oktober 2017                               | Qatar – Curaçao                               | 1 – 2                                         | Vriendschappelijk                             |                                               |                             |
| 15.                                           | 23 maart 2018                                 | Curaçao – Bolivia                             | 1 – 1                                         | Vriendschappelijk                             |                                               |                             |
| 16.                                           | 26 maart 2018                                 | Curaçao – Bolivia                             | 1 – 0                                         | Vriendschappelijk                             |                                               |                             |
| Als speler bij AEL Limasol                    |                                               |                                               |                                               |                                               |                                               |                             |
| 17.                                           | 23 maart 2019                                 | Antigua en Barbuda – Curaçao                  | 2 – 1                                         | Kwalificatie Nations League                   |                                               |                             |
| 18.                                           | 8 juni 2019                                   | Vietnam – Curaçao                             | 1 – 1 (5 – 6 wns)                             | King's Cup                                    |                                               |                             |
| * Werd niet erkend als officiële interland    |                                               |                                               |                                               |                                               |                                               |                             |

## Erelijst
| Competitie     |              |              |              |              |
| Competitie     | Aantal       | Jaren        |              |              |
| FC Groningen   | FC Groningen | FC Groningen | FC Groningen | FC Groningen |
| -------------- | ------------ | ------------ | ------------ | ------------ |
| KNVB beker     | 1x           | 2014/15      |              |              |
| SC Cambuur     |              |              |              |              |
| Eerste divisie | 1x           | 2020/21      |              |              |

| Competitie    | Winnaar | Winnaar | Runner-up | Runner-up | Derde   | Derde   |
| Competitie    | Aantal  | Jaren   | Aantal    | Jaren     | Aantal  | Jaren   |
| Curaçao       | Curaçao | Curaçao | Curaçao   | Curaçao   | Curaçao | Curaçao |
| ------------- | ------- | ------- | --------- | --------- | ------- | ------- |
| Caribbean Cup | 1x      | 2017    |           |           |         |         |